# Muro del Dolor
El Muro del Dolor (en ruso: Стена скорби Stena skorbi, es un monumento en Moscú a las víctimas de la persecución política de Iósif Stalin durante la era soviética del país. El monumento nacional fue inaugurado por el presidente ruso Vladimir Putin y el  patriarca Cirilo de Moscú el 30 de octubre de 2017, el Día Anual en Memoria de las Víctimas de Represiones Políticas.

## Antecedentes
Desde la década de 1920 hasta la de 1950, bajo el gobierno de Iósif Stalin en la Unión Soviética, se estima que 750.000 personas fueron ejecutadas, además de los millones de víctimas que murieron como resultado de la hambruna, las condiciones del campo de trabajo y otras atrocidades cometidas por el gobierno. El presidente ruso, Vladimir Putin, ordenó la construcción del monumento en 2014. La ciudad de Moscú pagó aproximadamente $ 6 millones del costo, y donantes individuales y corporativos aportaron aproximadamente $ 800,000 más.

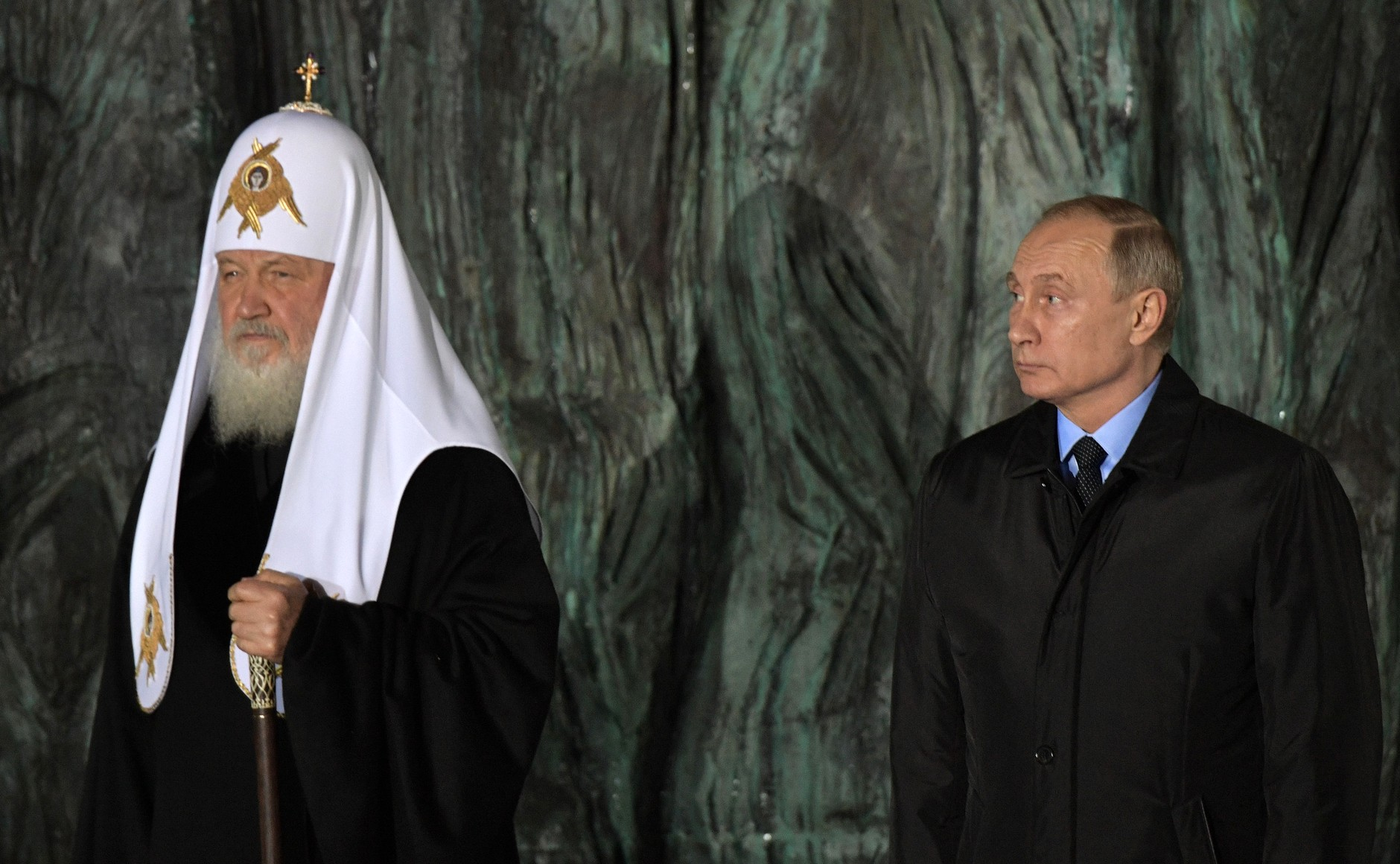
El Patriarca Cirilo de Moscú y el presidente Putin durante la ceremonia de apertura

Después de reunirse con el Consejo de Derechos humanos y Sociedad Civil del país, Putin afirmó el 30 de octubre de 2017 durante la ceremonia de apertura que la tragedia no debe olvidarse ni justificarse, ya que "una valoración inequívoca y clara de la represión ayudará a evitar que se repita". La ceremonia fue presenciada por alrededor de 100 asistentes, muchos de los cuales eran personas mayores, activistas de derechos humanos y funcionarios del gobierno de Moscú.
El monumento no es el primero de su tipo, pero es el primero construido por decreto presidencial. Otro monumento, la Piedra Solovetski, fue erigido en 1990 y está ubicado frente a la sede de la KGB en la Plaza Lubyanka, Moscú.

## Estructura y diseño
El Muro del Dolor se construyó en un antiguo estacionamiento en la concurrida intersección de Garden Ring Road y Academician Sakharov Avenue en el centro de Moscú. Georgy Frangulyan, el diseñador del monumento que pasó dos años trabajando en su creación, señaló que el Muro del Dolor es "una expresión de sentimientos, de miedo y alarma", más que una obra de arte "representativa". Explicó que la ubicación de la escultura pretende enfatizar que "la represión podría ocurrir en cualquier lugar".
El monumento está hecho de bronce y su forma refleja el arco de una guadaña. Una pared oscura y curva que mide aproximadamente 100 pies (30 m) de largo y 20 pies (6,1 m) de alto sirve como la parte principal del monumento, en el que hay numerosas figuras humanas sin rostro. Según Frangulyan, la forma de guadaña de la pared representa a la Parca, mientras que los indistinguibles rostros humanos resaltan "el anonimato de las víctimas".

## Recepción

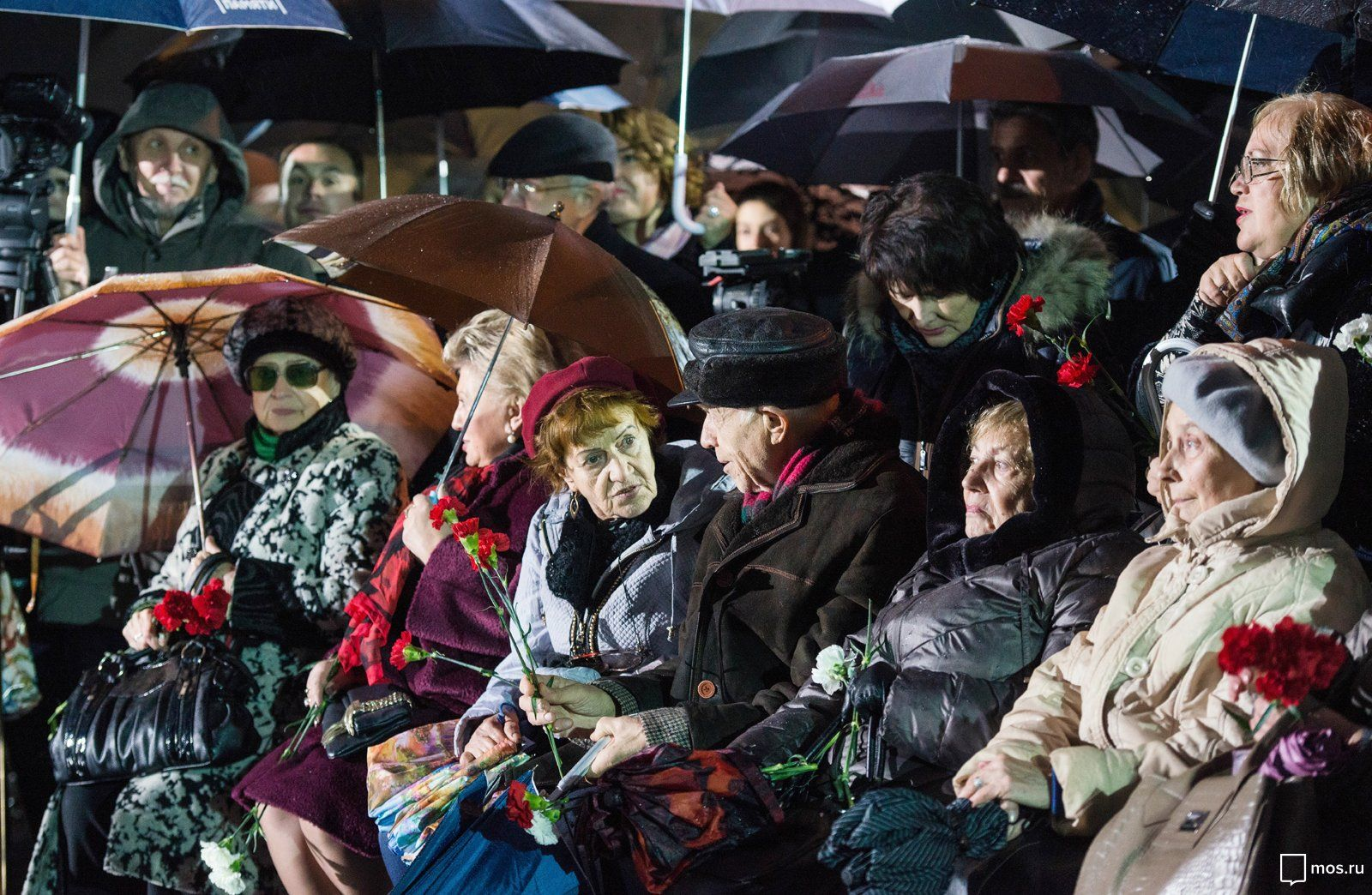
Ceremonia de apertura del Muro del Dolor

La inauguración del monumento fue seguida inmediatamente por una controversia, ya que algunos disidentes argumentaron que el Muro del Dolor es un símbolo de "hipocresía" y que las actividades recientes del gobierno ruso no son diferentes de las represiones políticas a las que afirman oponerse. Unos 40 críticos y disidentes, incluidos Aleksandr Podrabínek, Pavel Litvinov, Vladímir Bukovski y Mustafa Dzhemilev, publicaron una petición acusando al gobierno de "tratar de blanquear el presente". Señalaron en la petición que el Kremlin patrocinó el monumento con el fin de "pretender que la represión política es una cosa del pasado", mientras que los presos políticos en la Rusia contemporánea necesitan urgentemente "ayuda y atención".
Mientras tanto, algunas personas consideraron el monumento como "un paso importante" para el país. Elena B. Zhemkova, directora de operaciones de "Memorial", una organización que archiva registros de personas reprimidas, dijo que la introducción del monumento por parte de los líderes estatales simboliza el reconocimiento del país del terror y el asesinato. El director del Museo de Historia Gulag en Moscú, Roman Romanov, dijo que el apoyo al monumento tanto del presidente como de los ciudadanos comunes indica "un nuevo punto de partida".